# Sam Fisher
Samuel Fisher (kendt som Sam Fisher) er hovedpersonen i spilserien Splinter Cell. Man styrer ham igennem nogle missioner, der skal afværge internationale og udenrigspolitiske kriser, som kan have indflydelse på verdensfreden. 
Sam Fisher har i mange år gjort tjeneste ved CIA Directorate of Operations og U.S. Navy SEAL Team 3. Han er 178 cm og vejer 77 kg, har sort hår og grønne øjne, og for det meste skægstubbe. Han er agent i felten hos 3. Echelon, som er en særligt tophemmelig underafdeling af det amerikanske National Security Agency (NSA) 
Fisher Sam er meget smidig og atletisk samt ekspert i at infiltere lydløst og uset. Han foretrækker at arbejde alene i felten.
Fisher var den første som blev rekrutteret til 3. Echelons hemmelige "Splinter Cell" sektion. 
Fisher bor i et rækkehus i Towson, Maryland, når han ikke er indsat et sted i verden. Fisher træner i og anvender det israelske nærkampssystem Krav Maga. 
Da Fisher arbejdede på en amerikansk luftbase under den kolde krig i firserne blev han kæreste, og senere gift med, Regan Burns i 1984. De fik én datter sammen, Sarah Fisher, født 16. Juni, 1985) 
Fisher og Regan blev senere skilt og Regan brugte igen sit ungpigenavn, Burns. 
Hun døde af kræft i 1989. Sams datter Sarah blev dræbt i en trafikulykke i januar 2008. (dette foregår i spillet "Splinter Cell Double Agent" som udkom i år 2006)
Sam har sin helt egen humor, som er meget sort.  
| Spilfigurer | Spire Denne spilfigur-relaterede artikel er en spire som bør udbygges. Du er velkommen til at hjælpe Wikipedia ved at udvide den. |